# Blaberus parabolicus
Blaberus parabolicus es una especie de insecto blatodeo de la familia Blaberidae. Se convierte en una plaga doméstica en las casas bajo las que vive en Surinam cuando es atraída por luces durante la noche.

## Sinónimos
- Blabera aequatoriana Bolívar, 1881
- Blabera armigera Scudder, 1869